# NGC 726
NGC 726 ist eine Balken-Spiralgalaxie vom Hubble-Typ SBdm im Sternbild Walfisch südlich des Himmelsäquators. Sie ist schätzungsweise 240 Millionen Lichtjahre von der Milchstraße entfernt und hat einen Durchmesser von etwa 85.000 Lj.
Das Objekt wurde im Jahr 1886 von dem US-amerikanischen Astronomen Frank Muller entdeckt.